# ودوگیو کن کلزنو
ودوگیو کن کلزنو (به ایتالیایی: Veduggio con Colzano) یک کومونه در ایتالیا است که در استان مونتزا و بریانتزا واقع شده‌است.

## خصوصیات
ودوگیو کن کلزنو ۳٫۵ کیلومترمربع مساحت و ۴٬۳۶۸ نفر جمعیت دارد و ۳۰۵ متر بالاتر از سطح دریا واقع شده‌است.